# Francesco Feo
Pour les articles homonymes, voir Feo.
Francesco Feo (né à Naples, alors capitale du royaume de Naples, en 1691 – mort le 28 janvier 1761 dans la même ville) est un compositeur italien du XVIIIe siècle. Gian Francesco de Majo est son petit-neveu.

## Biographie
Le 3 septembre 1704, il est admis au Conservatoire de la Pietà dei Turchini à Naples, où il est élève d'Andrea Basso, second maître de l'institut, et plus tard de Nicola Fago. Parmi les autres compagnons d'étude, il a Leonardo Leo et Giuseppe de Majo.
Après avoir quitté le Conservatoire en 1712, le 18 janvier 1713, il fait ses débuts comme compositeur d'opéra au Teatro San Bartolomeo avec L'amor tirannico ossia Zenobia sur un livret de Domenico Lalli et pendant le carnaval de l'année suivante, il présente le drame sacré Il martirio di Santa Caterina. Dans les années suivantes, il obtient plusieurs prix pour ses nombreuses œuvres sacrées et les différents airs et récitatifs qu'il compose pour les œuvres d'autres compositeurs. En 1719, c'est la comédie La forza della virtù et en 1720 l’opéra seria Teuzzone, mais son premier grand succès est avec Siface re di Numidia, donné à San Bartolomeo en mai 1723, qui est le premier livret d'opéra écrit par le jeune Pietro Metastasio.
La même année, il est nommé premier professeur au Conservatoire de Sant'Onofrio a Porta Capuana, succédant à Nicola Grillo. Pendant les seize ans d'enseignement dans cette institution, il devient l'un des plus grands maîtres napolitains de son temps. Pour son enseignement, il est assisté par Ignazio Prota et parmi ses élèves, on trouve Nicola Sabatino, Niccolò Jommelli et Gennaro Manna (son neveu).
En 1739, il laisse la direction de Onofrio à Leonardo Leo pour devenir primo maestro du Conservatoire dei Poveri di Gesù Cristo. Dans cette école, assisté par Alfonso Caggi d'abord et Girolamo Abos puis, il sert jusqu'en 1743, lorsque le conservatoire est fermé. Parmi ses élèves, on se souvient en particulier de Giacomo Insanguine.
Il décide de se retirer de l'enseignement et de se consacrer exclusivement à composer de la musique sacrée. Cependant, il continue à servir dans des églises napolitaines, comme Santissima Annunziata Maggiore, dont il est maître de chapelle à partir de 1726.

## Œuvres
Opéras
- L'amor tirannico, ossia Zenobia (1713)
- Lucio Papirio (1717)
- La forza della virtù (1719)
- Teuzzone (1720)
- Siface, re di Numidia (1723)
- Morano e Rosina (1723)
- Don Chisciotte della Mancia (1726)
- Coriando lo speciale (1726)
- Ipermestra (1728)
- Arianna (1728)
- Tamese (1729)
- Il vedovo (1729)
- Andromaca (1730)
- L'Issipile (1733)
- Oreste (1738)
- Polinice (1738)
- Arsace (1740)

Musique sacrée
- Passio secundum Joannem
- Mass. Confitebor a 5

## Source
- (it) Cet article est partiellement ou en totalité issu de l’article de Wikipédia en italien intitulé « Francesco Feo » (voir la liste des auteurs).